# Selbststärkungsbewegung

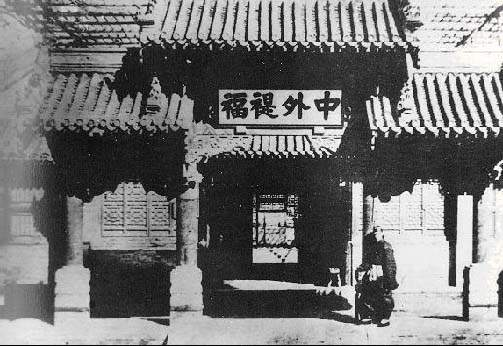
Der im Rahmen der Selbststärkungsbewegung gegründete Zongli Yamen

Die Selbststärkungsbewegung (chinesisch 自強運動 / 自强运动, Pinyin zìqiáng yùndòng auch Bewegung der Verwestlichung, chinesisch 洋務運動 / 洋务运动, Pinyin yángwù yùndòng) war ein Vorhaben der Qing-Regierung zwischen dem Zweiten Opiumkrieg und dem Chinesisch-Japanischen Krieg, durch Lernen vom Ausland Chinas Schwächen zu beheben und eine Vorherrschaft des Auslandes zu verhindern. Die Ergebnisse dieser Bewegung konnten nicht vermeiden, dass ausländische Mächte ihre Interessen in China ausweiteten. Sie setzte jedoch eine kulturelle Öffnung zur Welt in Gang, deren Auswirkungen tiefgreifend und anhaltend waren. Die wichtigsten Protagonisten der Selbststärkungsbewegung waren Prinz Gong, Li Hongzhang, Zuo Zongtang und Shen Baozhen.
Wei Yuan war im Jahre 1846 der Erste, der in einer Analyse des verlorenen Ersten Opiumkrieges forderte, dass China sich selbst stärken und die technischen Mittel der Barbaren aneignen solle, um die Barbaren zu beherrschen und um China reich und mächtig zu machen. Während des Taiping-Aufstandes erlitten die kaiserlichen Truppen Niederlagen aufgrund der besseren Bewaffnung der Aufständischen mit ausländischem Kriegsgerät. Ab 1854 rüsteten hohe Provinzbeamte wie Zeng Guofan, Hu Lingyi, Li Hongzhang, Peng Yulin oder Zuo Zongtang ihre Armeen ebenfalls mit ausländischen Waffen aus. Nach anfänglicher Zurückhaltung setzte der Kaiserhof, allen voran Prinz Gong, ab Januar 1861 ein Programm um, das die technische Modernisierung zum Ziel hatte. Zu diesem Programm gehörten die Schaffung eines Amtes für auswärtige Angelegenheiten (Zongli Yamen, gegründet am 20. Januar 1861) und die Ausbildung der Soldaten nach europäischem Vorbild. Es wurden in allen Provinzhauptstädten Arsenale und Waffenfabriken gegründet, die jeweils 1000 bis 2000 Arbeiter beschäftigten und von einem kaiserlichen Beamten geleitet wurden. Es wurden drei Fremdsprachenschulen gegründet, nämlich in Peking (Tongwen Guan, 1862), Shanghai (1863) und Guangzhou (1864). Ihre wichtigste Aufgabe war das Übersetzen wissenschaftlicher Werke aus dem Ausland in die chinesische Sprache. Im Jahre 1872 gingen die ersten chinesischen Studenten zum Studium in die USA. Parallel zur technischen Modernisierung entstanden auch erste Aktiengesellschaften mit chinesischem Kapital. Es entstanden Unternehmen wie China Merchants' Steam Navigation Company, mehrere Bergwerke, Textilfabriken und Telegraphenbetreiber. Im heutigen Wuhan wurde unter Zhang Zhidong eine eisenverarbeitende Industrie mit 7000 Arbeitern aufgebaut, erste Eisenbahnlinien entstanden.
Vorschläge, naturwissenschaftliche Kenntnisse zum Teil der Beamtenprüfungen zu machen, wurden vom Kaiserhof hingegen abgelehnt. Man wollte, dass konfuzianistische Werte und traditionelle Muster der Verwaltung weiterhin das Staatswesen beherrschen sollten. Diese Einstellung der Qing-Regierung behinderte die Selbststärkungsprojekte in der Folge immer wieder. Es entstand auch eine Presse, in der häufig auch Beamte oder Diplomaten wie Feng Guifen, Guo Songdao, Xue Fucheng, Huang Zunxian, Zheng Guanying oder Wang Tao zu Wort kamen. Sie erklärten, dass es zur Selbststärkung nicht nur der Übernahme von Technik, sondern auch der Übernahme der ausländischen wissenschaftlichen und politischen Kultur bedürfe.
Nach der Japanischen Landung auf Taiwan rückte die Verteidigungspolitik noch stärker in das Zentrum des Interesses. Auch Xinjiang musste gegen eine drohende Invasion Russlands und die Dunganenaufstände verteidigt werden. Die Anstrengungen zum Aufbau einer eigenen Flotte waren insoweit erfolgreich, als der materielle Rückstand durch den Kauf der Schlachtschiffe Dingyuan und Zhenyuan sowie weiterer dampfgetriebener Kriegsschiffe in Europa aufgeholt werden konnte. Die Niederlage im chinesisch-französischen Krieg zwischen 1883 und 1885 zeigte jedoch, dass die Schlagkraft der chinesischen Streitkräfte unter gravierenden Mängeln in Organisation, Schulung und Ausrüstung vor allem mit geeigneter Munition litt. Auf diese Defizite war auch großenteils die Niederlage im Krieg gegen den einstigen Tributzahler Japan 1894/1895 zurückzuführen. Diese Niederlage bedeutete auch das Ende der Selbststärkungsbewegung. China war jedoch auf den Weg zur Teilnahme am Weltmarkt, zum modernen Kapitalismus und zu kultureller Öffnung gebracht. Diese Tendenzen ließen sich nicht mehr umkehren.